# Поліноміальні моделі цифрових пристроїв
Поліноміальна модель цифрового пристрою — це аналітичний вираз у вигляді поліному, який однозначно відображає алгоритм перетворення вхідних даних у вихідні.
Наприклад: Задана таблиця 1 цифрового пристрою, що реалізує функцію F(Xi)(вихідні дані). Вхідними даними є аргумент X, що визначає номер рядка таблиці, представлений у вигляді натурального числа у десятковій системі числення (X10 = 0, 1, 2, …, m). Для синтезу поліноміальної моделі цифрового пристрою використовують двозначну або тризначну систему числення (тризначна система числення використовувалась в ЭОМ «Сетунь»). В цьому випадку аргумент X замінюють кодом числа X в одній із вказаних систем числення зі змінними xi, які однозначно визначають X10
={\displaystyle (x_{n}\dots x_{i}\dots x_{1})_{2}=\sum _{k=0}^{n-1}x_{k+1}q^{k},}
де:
- q — основа системи числення,
- xk+1 — значення xk+1 розряду,

Таблиця 1.
| X | xn  | . | xi  | . | x1  | F(xi) |
| - | --- | - | --- | - | --- | ----- |
| 0 | 0   | . | 0   | . | 0   | F(0)  |
| 1 | 0   | . | 0   | . | 1   | F(1)  |
| . | .   | . | .   | . | .   | .     |
| k | xkn | . | xki | . | xk1 | F(k)  |
| . | .   | . | .   | . | .   | .     |
| m | xmn | . | xmi | . | xm1 | F(m)  |

Задача створення аналітичного виразу (математичної моделі) у вигляді полінома F(xi) від незалежних змінних xi), зводиться до визначення вигляду та коефіцієнтів цього полінома, що в свою чергу, залежить від обраної системи числення.
Поліноміальну математичну модель F(xi) шукають у вигляді скалярного добутку двох векторів — bt та P(X) (де: bt — транспонований вектор b).
Компонентами вектора bt є коефіцієнти апроксимуючого полінома.
Нелінійна частина апроксимуючого полінома P(X) залежить від обраної системи числення.
Компонентами вектора P(X) для двозначної системи числення є одночлени алгебраїчного полінома, отриманого шляхом перемноження простих лінійних функцій для одного розряду:
P(X)=(1+x1)(1+x2)(1+x3)…(1+xi)=1 + x1 + x2 + x1 x2 + x3 + x1 x3 + x2 x3 + x1 x2 x3…
до тих пір, поки не виконається співвідношення 2i  = m (m — кількість рядків в таблиці 1).
Компонентами вектора P(X) для тризначної системи числення є одночлени алгебраїчного полінома, отриманого шляхом добутку простих квадратних функцій для одного розряду:
P(X)=(1 + {\displaystyle {x_{1}}} + {\displaystyle {x_{1}^{2}}})(1+ {\displaystyle {x_{2}}} + {\displaystyle {x_{2}^{2}}})(1 + {\displaystyle {x_{3}}} + {\displaystyle {x_{3}^{2}}})…(1 + {\displaystyle {x_{i}}} + {\displaystyle {x_{i}^{2}}}) = 1 + {\displaystyle {x_{1}}} + {\displaystyle {x_{1}^{2}}} + {\displaystyle {x_{2}}} + {\displaystyle {x_{1}}} {\displaystyle {x_{2}}} + {\displaystyle {x_{1}^{2}}} {\displaystyle {x_{2}}} + {\displaystyle {x_{2}^{2}}} + {\displaystyle {x_{1}}} {\displaystyle {x_{2}^{2}}} + {\displaystyle {x_{1}^{2}}} {\displaystyle {x_{2}^{2}}} + {\displaystyle {x_{3}}} + {\displaystyle {x_{1}}} {\displaystyle {x_{3}}} + {\displaystyle {x_{1}^{2}}} {\displaystyle {x_{3}}} + {\displaystyle {x_{2}}} {\displaystyle {x_{3}}} + {\displaystyle {x_{1}}} {\displaystyle {x_{2}^{2}}} {\displaystyle {x_{3}}} + {\displaystyle {x_{1}^{2}}} {\displaystyle {x_{2}}} {\displaystyle {x_{3}}} + {\displaystyle {x_{2}^{2}}} {\displaystyle {x_{3}}} + {\displaystyle {x_{1}}} {\displaystyle {x_{2}^{2}}} {\displaystyle {x_{3}}} + {\displaystyle {x_{1}^{2}}} {\displaystyle {x_{2}^{2}}} {\displaystyle {x_{3}}} + {\displaystyle {x_{3}^{2}}} + {\displaystyle {x_{1}}} {\displaystyle {x_{3}^{2}}} + {\displaystyle {x_{1}^{2}}} {\displaystyle {x_{3}^{2}}} + {\displaystyle {x_{2}}} {\displaystyle {x_{3}^{2}}} + {\displaystyle {x_{1}}} {\displaystyle {x_{2}}} {\displaystyle {x_{3}^{2}}} + {\displaystyle {x_{1}^{2}}} {\displaystyle {x_{2}}} {\displaystyle {x_{3}^{2}}} + {\displaystyle {x_{2}^{2}}} {\displaystyle {x_{3}^{2}}} + {\displaystyle {x_{1}}} {\displaystyle {x_{2}^{2}}} {\displaystyle {x_{3}^{2}}} + {\displaystyle {x_{1}^{2}}} {\displaystyle {x_{2}^{2}}} {\displaystyle {x_{3}^{2}}}…
до тих пір, поки не виконається співвідношення 3i = m.
Апроксимуючий поліном прийме вигляд:
F(xi)=bt*P(X)=:{\displaystyle {\begin{bmatrix}b_{0}&b_{1}&...&b_{j}&...&b_{m}\\\end{bmatrix}}\times {\begin{bmatrix}p_{0}=1\\p_{1}=x_{1}\\...\\p_{j}\\...\\p_{m}\end{bmatrix}}=}
{\displaystyle {b_{0}}} + {\displaystyle {b_{1}}} {\displaystyle {x_{1}}} + …
Задача формування математичної моделі зводиться до визначення компонент bj (j= 0,1, …m) вектора b.

## Двозначна система числення

### Алгебраїчний поліном
Алгоритм визначення коефіцієнтів bj полінома F(xi). Вхідним виразом служить матриця C1:
{\displaystyle C_{1}={\begin{bmatrix}1&0\\-1&1\\\end{bmatrix}}}.
Подальші матриці будуються за рекурсивною процедурою:
{\displaystyle C_{i}={\begin{bmatrix}C_{i-1}&0\\-C_{i-1}&C_{i-1}\\\end{bmatrix}}}
до тих пір, поки не виконається співвідношення 2i = m
Для знаходження вектора b, що складається з компонент шуканих коефіцієнтів bj, необхідно перемножити матрицю Ci на вектор, що складається з компонент правого стовпчика F(xi) таблиці 1:
b = Ci * F(xi)

### Поліном Жегалкіна
Поліном Жегалкіна має той же вигляд, що і алгебраїчний поліном. Відмінність полягає в тому, що операції алгебраїчного множення та суми замінюються на логічні функції кон'юнкції та суми по mod.2 (виключної диз'юнкції).
Вхідним виразом служить матриця C1:
{\displaystyle C_{1}={\begin{bmatrix}1&0\\1&1\\\end{bmatrix}}}
Подальші матриці будуються відповідно за рекурсивною процедурою:
{\displaystyle C_{i}={\begin{bmatrix}C_{i-1}&0\\C_{i-1}&C_{i-1}\\\end{bmatrix}}}
до тих пір, поки не виконається співвідношення 2i=m .
Для знаходження вектора b, необхідно перемножити матрицю Ci на вектор, що складається з компонент правого стовпчика таблиці 1 з урахуванням підсумовування часткових добутків по mod.2:
b = [(Ci)*F(xi)]mod2. 

## Тризначна система числення

### Алгебраїчний поліном.

#### Тризначна симетрична система числення (-1,0,1)
Матриця C1 для симетричної системи числення має вигляд:
C1=
{\displaystyle {\begin{bmatrix}0&1&0\\-0,5&0&0,5\\0,5&-1&0,5\end{bmatrix}}}    
Наступні матриці будуються відповідно до рекурсивних співвідношень:
Ci=
{\displaystyle {\begin{bmatrix}0&C_{i-1}&0\\-0,5*C_{i-1}&0&0,5*C_{i-1}\\0,5*C_{i-1}&-C_{i-1}&0,5*C_{i-1}\end{bmatrix}}}    
Вектор b знаходять у відповідності з виразом: b=[(Ci)*F(xi)], а поліноміальну математичну модель згідно з виразом:
F(xi) = bt * P(X)

#### Тризначна несиметрична система числення (0,1,2)
Алгоритм той же, що і для симетричної системи числення, відмінність тільки в матрицях:
C1=
{\displaystyle {\begin{bmatrix}1&0&0\\-1,5&2&-0,5\\0,5&-1&0,5\end{bmatrix}}}    
Ci=
{\displaystyle {\begin{bmatrix}C_{i-1}&0&0\\-1,5*C_{i-1}&2*C_{i-1}&-0,5*C_{i-1}\\0,5*C_{i-1}&-C_{i-1}&0,5*C_{i-1}\end{bmatrix}}}    
b=[(Ci)*F(xi)];
F(xi) = bt * P(X).

## Модифікація полінома Жегалкіна для тризначної системи числення
Модифікований поліном Жегалкіна має той же вигляд, що і алгебраїчний поліном для тризначної системи числення.
Відмінність полягає в тому, що алгебраїчна сума замінюється на логічну функції суми по mod.3. Операція множення і зведення в квадрат аргументів xi відповідають алгебраїчному множенню і зведенню аргументу в квадрат:
Існування і єдиність представлення модифікованим поліномом Жегалкіна будь-якої функції тризначної логіки аналогічно доказу для двозначної логіки.

### Тризначна симетрична система числення (-1,0,1)
Алгоритм визначення коефіцієнтів bj (j= 0,1, …m) аналогічний визначенню цих коефіцієнтів для алгебраїчного полінома в симетричній системі числення (-1,0,1). Відмінність у вхідних матрицях.
Матриця C1 для симетричної системи числення (-1,0.1) має вигляд:
C1=
{\displaystyle {\begin{bmatrix}0&1&0\\1&0&-1\\-1&-1&-1\end{bmatrix}}}    .
Рекурсивне співвідношення для наступних матриць:
Ci=
{\displaystyle {\begin{bmatrix}0&C_{i-1}&0\\C_{i-1}&0&-C_{i-1}\\-C_{i-1}&-C_{i-1}&-C_{i-1}\end{bmatrix}}}    .
Вектор b шукаємо у відповідності з виразом: b=[(Ci)*F(xi)]mod3, а поліноміальну математичну модель згідно з виразом: F(xi) = (bt * P(X))mod.3.

### Тризначна несиметрична система числення (0,1,2)
Матриця C1 для несиметричною системи числення (0,1,2):
C1=
{\displaystyle {\begin{bmatrix}1&0&0\\0&2&1\\2&2&2\end{bmatrix}}}    
Рекурсивне співвідношення для наступних матриць:
Ci=
{\displaystyle {\begin{bmatrix}C_{i-1}&0&0\\0&2*C_{i-1}&C_{i-1}\\2*C_{i-1}&2*C_{i-1}&2*C_{i-1}\end{bmatrix}}}    
b=[(Ci)*F(xi)]mod3;
F(xi) = (bt * P(X))mod.3.

## Приклади

### Двозначна система числення. Алгебраїчний поліном
Задана таблиця 2. Визначити компоненти bj (j= 0,1, …7) вектора b поліноміальної математичної моделі F(xi)=bt * P(X):
Таблиця 2.
| x3 | x2 | x1 | F(xi)   |
| -- | -- | -- | ------- |
| 0  | 0  | 0  | F(0)=0  |
| 0  | 0  | 1  | F(1)=1  |
| 0  | 1  | 0  | F(2)=4  |
| 0  | 1  | 1  | F(3)=9  |
| 1  | 0  | 0  | F(4)=16 |
| 1  | 0  | 1  | F(5)=25 |
| 1  | 1  | 0  | F(6)=36 |
| 1  | 1  | 1  | F(7)=49 |

Будуються матриці C2 та C3:
{\displaystyle C_{2}={\begin{bmatrix}C_{1}&0\\-C_{1}&C_{1}\\\end{bmatrix}}={\begin{bmatrix}1&0&0&0\\-1&1&0&0\\-1&0&1&0\\1&-1&-1&1\\\end{bmatrix}}}
{\displaystyle C_{3}={\begin{bmatrix}C_{2}&0\\-C_{2}&C_{2}\\\end{bmatrix}}={\begin{bmatrix}1&0&0&0&0&0&0&0\\-1&1&0&0&0&0&0&0\\-1&0&1&0&0&0&0&0\\1&-1&-1&1&0&0&0&0\\-1&0&0&0&1&0&0&0\\1&-1&0&0&-1&1&0&0\\1&0&-1&0&-1&0&1&0\\-1&1&1&-1&1&-1&-1&1\\\end{bmatrix}}}
Шуканий вектор b = C3 * F(xi)=
{\displaystyle {\begin{bmatrix}1&0&0&0&0&0&0&0\\-1&1&0&0&0&0&0&0\\-1&0&1&0&0&0&0&0\\1&-1&-1&1&0&0&0&0\\-1&0&0&0&1&0&0&0\\1&-1&0&0&-1&1&0&0\\1&0&-1&0&-1&0&1&0\\-1&1&1&-1&1&-1&-1&1\\\end{bmatrix}}\times {\begin{bmatrix}0\\1\\4\\9\\16\\25\\36\\49\end{bmatrix}}={\begin{bmatrix}0\\1\\4\\4\\16\\8\\16\\0\end{bmatrix}}}
Поліноміальна математична модель:
F(xi) = bt * P(X)=
{\displaystyle {\begin{bmatrix}0&1&4&4&16&8&16&0\\\end{bmatrix}}\times {\begin{bmatrix}1\\x_{1}\\x_{2}\\{x_{1}}*{x_{2}}\\x_{3}\\{x_{1}}*{x_{3}}\\{x_{2}}*{x_{3}}\\{x_{1}}*{x_{2}}*{x_{3}}\end{bmatrix}}=}
{\displaystyle {x_{1}}} + 4*{\displaystyle {x_{2}}} + 4*{\displaystyle {x_{1}}}*{\displaystyle {x_{2}}} + 16*{\displaystyle {x_{3}}} + 8*{\displaystyle {x_{1}}}*{\displaystyle {x_{3}}} + 16*{\displaystyle {x_{2}}}*{\displaystyle {x_{3}}}
Якщо коефіцієнти bj замінити кодами чисел у двозначній системі числення, то отримаємо вектор F(xi), який встановлює зв'язок між розрядами аргумента xi і функції f(k)(k=1,2,…,6):
F(k)=bt * P(X) =
{\displaystyle {\begin{bmatrix}0&0&0&0&1&0&1&0\\0&0&0&0&0&1&0&0\\0&0&1&1&0&0&0&0\\0&0&0&0&0&0&0&0\\0&1&0&0&0&0&0&0\\\end{bmatrix}}\times {\begin{bmatrix}1\\x_{1}\\x_{2}\\x_{1}*x_{2}\\x_{3}\\x_{1}*x_{3}\\x_{2}*x_{3}\\x_{1}*x_{2}*x_{3}\end{bmatrix}}={\begin{bmatrix}f_{6}\\f_{5}\\f_{4}\\f_{3}\\f_{2}\\f_{1}\end{bmatrix}}={\begin{bmatrix}0\\x_{3}+x_{2}*x_{3}\\x_{1}*x_{3}\\x_{2}+x_{1}*x_{2}\\0\\x_{1}\end{bmatrix}}}
Принципова схема пристрою для зведення чисел у квадрат, згідно отриманої поліноміальної моделі, зображена на мал.1:

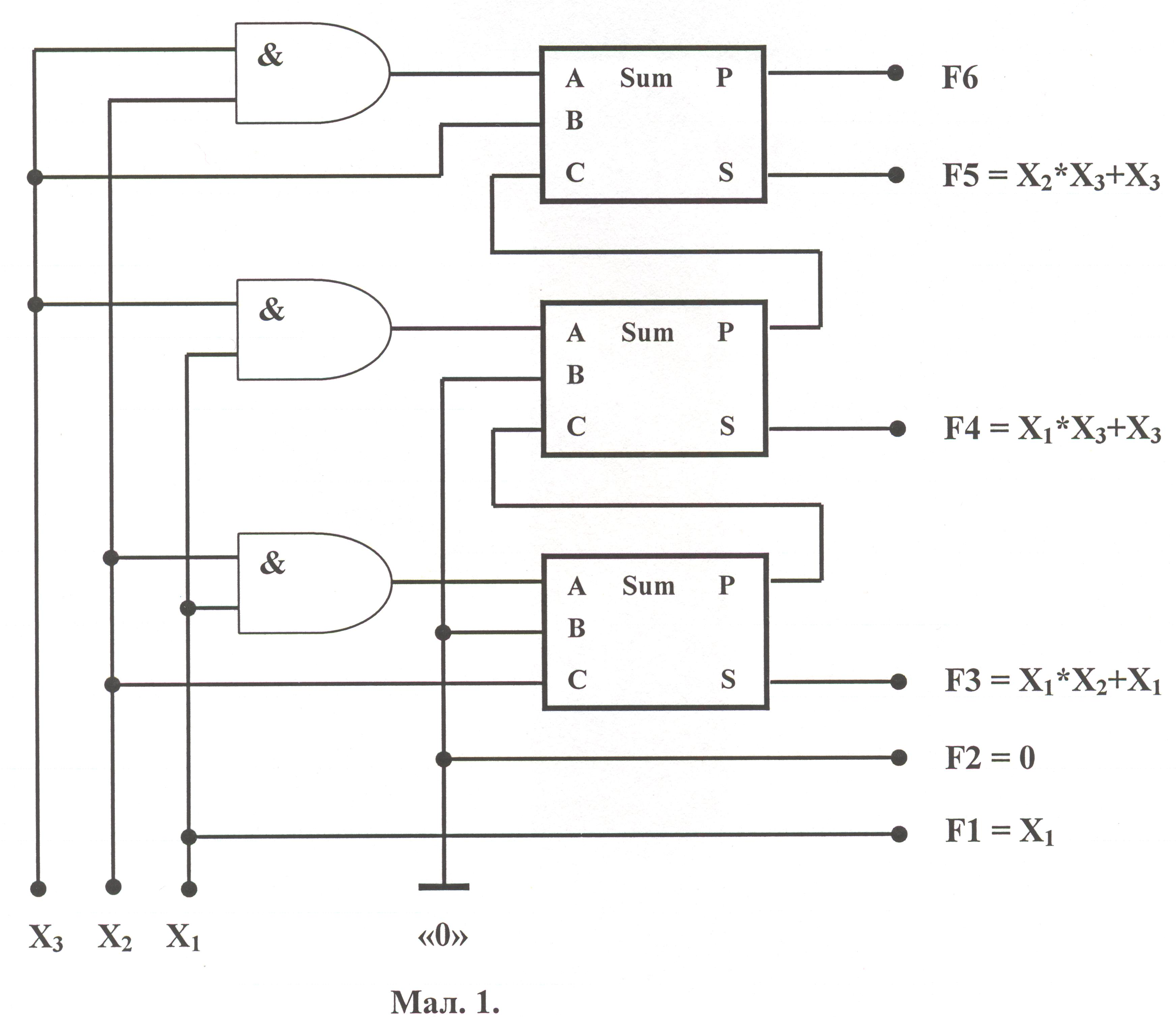
Мал. 1. Принципова схема пристрою для зведення чисел в квадрат

### Двозначна система числення. Алгебра Жегалкіна
Задана таблиця 3. Визначити компоненти bj (j= 0,1, …7) вектора b для полінома Жегалкіна:
Таблиця 3.
| x3 | x2 | x1 | F(xi) |
| -- | -- | -- | ----- |
| 0  | 0  | 0  | F0=0  |
| 0  | 0  | 1  | F1=1  |
| 0  | 1  | 0  | F2=0  |
| 0  | 1  | 1  | F3=1  |
| 1  | 0  | 0  | F4=0  |
| 1  | 0  | 1  | F5=0  |
| 1  | 1  | 0  | F6=1  |
| 1  | 1  | 1  | F7=1  |

Будуються матриці C2 та C3:
{\displaystyle C_{2}={\begin{bmatrix}C_{1}&0\\C_{1}&C_{1}\\\end{bmatrix}}={\begin{bmatrix}1&0&0&0\\1&1&0&0\\1&0&1&0\\1&1&1&1\\\end{bmatrix}}}

{\displaystyle C_{3}={\begin{bmatrix}C_{2}&0\\C_{2}&C_{2}\\\end{bmatrix}}={\begin{bmatrix}1&0&0&0&0&0&0&0\\1&1&0&0&0&0&0&0\\1&0&1&0&0&0&0&0\\1&1&1&1&0&0&0&0\\1&0&0&0&1&0&0&0\\1&1&0&0&1&1&0&0\\1&0&1&0&1&0&1&0\\1&1&1&1&1&1&1&1\\\end{bmatrix}}}
Шуканий вектор b:
{\displaystyle b={\begin{bmatrix}1&0&0&0&0&0&0&0\\1&1&0&0&0&0&0&0\\1&0&1&0&0&0&0&0\\1&1&1&1&0&0&0&0\\1&0&0&0&1&0&0&0\\1&1&0&0&1&1&0&0\\1&0&1&0&1&0&1&0\\1&1&1&1&1&1&1&1\\\end{bmatrix}}\times {\begin{bmatrix}0\\1\\0\\1\\0\\0\\1\\1\end{bmatrix}}={\begin{bmatrix}F_{0}\\(F_{0}+F_{1})mod.2\\(F_{0}+F_{2})mod.2\\(F_{0}+F_{1}+F_{2}+F_{3})mod.2\\(F_{0}+F_{4})mod.2\\(F_{0}+F_{1}+F_{4}+F_{5})mod.2\\(F_{0}+F_{2}+F_{4}+F_{6})mod.2\\(F_{0}+F_{1}+F_{2}+F_{3}+F_{4}+F_{5}+F_{6}+F_{7})mod.2\end{bmatrix}}={\begin{bmatrix}0\\1\\0\\0\\0\\1\\1\\0\end{bmatrix}}}
Поліноміальна математична модель:
F(xi)=bt*P(X)
={\displaystyle {\begin{bmatrix}0&1&0&0&0&1&1&0\\\end{bmatrix}}\times {\begin{bmatrix}1\\x_{1}\\x_{2}\\{x_{1}}*{x_{2}}\\x_{3}\\{x_{1}}*{x_{3}}\\{x_{2}}*{x_{3}}\\{x_{1}}*{x_{2}}*{x_{3}}\end{bmatrix}}=[}
{\displaystyle {x_{1}}} + {\displaystyle {x_{1}}} * {\displaystyle {x_{3}}} + {\displaystyle {x_{2}}} * {\displaystyle {x_{3}}}]mod.2.
Таблиця 3 реалізує функцію D-тригера. Змінним xi відповідають найменування входів і виходів: x1 = Qt; x2 = D; x3 = C; F(xi) = Qt+1.
Алгоритм функціонування D-тригера описується формулою:Qt+1 = [Qt * (C + 1) + D * C)]mod.2.
Для зменшення обсягу обчислень застосовують властивості рекурсивної процедури побудови матриці Cj. У даному випадку знаходять перші значення коефіцієнтів bj1 (j1 = 0,1, 2, 3) застосовуючи співвідношення: bj1 = [(C2)*F(xi1)]mod2. .
Останні коефіцієнти bj2 (j2= 4,5, 6, 7) обчислюються за формулою: bj2=[bj1 + (C2)*F(xi2)]mod2. 
Значення функції F(k) може бути у вигляді багаторозрядних десяткових чисел. В цьому випадку необхідно записати ці числа у двозначній системі числення і операцію суми по mod.2 проводити порозрядно.

### Тризначна симетрична система числення (-1;0;1). Алгебраїчний поліном
Задана таблиця 4. Визначити компоненти bj (j= 0,1, …8) вектора b для алгебраїчного полінома:
Таблиця 4.
| x2 | x1 | F(xi) |
| -- | -- | ----- |
| -1 | -1 | 1     |
| -1 | 0  | -1    |
| -1 | 1  | 0     |
| 0  | -1 | -1    |
| 0  | 0  | 0     |
| 0  | 1  | 1     |
| 1  | -1 | 0     |
| 1  | 0  | 1     |
| 1  | 1  | -1    |

Будується матриця C2:
{\displaystyle C_{2}={\begin{bmatrix}0&C_{1}&0\\-0,5*C_{1}&0&0,5*C_{1}\\0,5*C_{1}&-C_{1}&0,5*C_{1}\\\end{bmatrix}}={\begin{bmatrix}0&0&0&0&1&0&0&0&0&\\0&0&0&-0,5&0&0,5&0&0&0&\\0&0&0&0,5&-1&0,5&0&0&0&\\0&-0,5&0&0&0&0&0&0,5&0&\\0,25&0&-0,25&0&0&0&-0,25&0&0,25&\\-0,25&0,5&-0,25&0&0&0&0,25&-0,5&0,25&\\0&0,5&0&0&-1&0&0&0,5&0&\\-0,25&0&0,25&0,5&0&-0,5&-0,25&0&0,25&\\0,25&-0,5&0,25&-0,5&1&-0,5&0,25&-0,5&0,25&\\\end{bmatrix}}}
Шуканий вектор b = C2 * F(xi)=
{\displaystyle ={\begin{bmatrix}0&0&0&0&1&0&0&0&0&\\0&0&0&-0,5&0&0,5&0&0&0&\\0&0&0&0,5&-1&0,5&0&0&0&\\0&-0,5&0&0&0&0&0&0,5&0&\\0,25&0&-0,25&0&0&0&-0,25&0&0,25&\\-0,25&0,5&-0,25&0&0&0&0,25&-0,5&0,25&\\0&0,5&0&0&-1&0&0&0,5&0&\\-0,25&0&0,25&0,5&0&-0,5&-0,25&0&0,25&\\0,25&-0,5&0,25&-0,5&1&-0,5&0,25&-0,5&0,25&\end{bmatrix}}\times {\begin{bmatrix}1\\-1\\0\\-1\\0\\1\\0\\1\\-1\end{bmatrix}}={\begin{bmatrix}0\\1\\0\\1\\0\\-1,5\\0\\-1,5\\0\end{bmatrix}}}
Поліноміальна математична модель:
F(xi) = bt * P(X)=
{\displaystyle {\begin{bmatrix}0&1&0&1&0&-1,5&0&-1,5&0\\\end{bmatrix}}\times {\begin{bmatrix}1\\x_{1}\\{x_{1}}^{2}\\x_{2}\\{x_{1}}*{x_{2}}\\{{x_{1}}^{2}}*{x_{2}}\\{x_{2}}^{2}\\{x_{1}}*{x_{2}}^{2}\\{{x_{1}}^{2}}*{{x_{1}}^{2}}\end{bmatrix}}=}
{\displaystyle {x_{1}}} + {\displaystyle {x_{2}}} — {\displaystyle 1,5*{{x_{1}}^{2}}*{x_{2}}} — {\displaystyle 1,5*{x_{1}}*{{x_{2}}^{2}}}
реалізує функцію F(xi)=({\displaystyle {x_{1}}} + {\displaystyle {x_{2}}})mod.3.

### Тризначна симетрична система числення (-1;0;1). Модифікований поліном Жегалкіна
Задана таблиця 5. Для синтеза математичної моделі необхідно визначити компоненти bj (j= 0, 1, …, 26) вектора b для модифікованого поліному Жегалкіна. Поліноміальна модель F(xi) знаходиться як скалярний добуток двох векторів — bt та P(X).
Таблиця 5.
| F(xi) | -1 | 0  | 1  | -1 | 0  | 1  | -1 | -1 | -1 | -1 | 0  | 1  | -1 | 0 | 1 | 0  | 0 | 0 | -1 | 0  | 1  | -1 | 0 | 1 | 1  | 1 | 1 |
| ----- | -- | -- | -- | -- | -- | -- | -- | -- | -- | -- | -- | -- | -- | - | - | -- | - | - | -- | -- | -- | -- | - | - | -- | - | - |
| x3    | -1 | -1 | -1 | -1 | -1 | -1 | -1 | -1 | -1 | 0  | 0  | 0  | 0  | 0 | 0 | 0  | 0 | 0 | 1  | 1  | 1  | 1  | 1 | 1 | 1  | 1 | 1 |
| x2    | -1 | -1 | -1 | 0  | 0  | 0  | 1  | 1  | 1  | -1 | -1 | -1 | 0  | 0 | 0 | 1  | 1 | 1 | -1 | -1 | -1 | 0  | 0 | 0 | 1  | 1 | 1 |
| x1    | -1 | 0  | 1  | -1 | 0  | 1  | -1 | 0  | 1  | -1 | 0  | 1  | -1 | 0 | 1 | -1 | 0 | 1 | -1 | 0  | 1  | -1 | 0 | 1 | -1 | 0 | 1 |

Побудувавши матрицю C3 за рекурсивними співвідношеннями:
{\displaystyle C_{1}={\begin{bmatrix}0&1&0\\1&0&-1\\-1&-1&-1\\\end{bmatrix}}};
{\displaystyle C_{2}={\begin{bmatrix}0&C_{1}&0\\C_{1}&0&-C_{1}\\-C_{1}&-C_{1}&-C_{1}\\\end{bmatrix}}};
{\displaystyle C_{3}={\begin{bmatrix}0&C_{2}&0\\C_{2}&0&-C_{2}\\-C_{2}&-C_{2}&-C_{2}\\\end{bmatrix}}}
розраховується вектор b:
b = [C3 * F(xi)]mod.3.
Визначивши компоненти вектора b отримаємо поліноміальну математичну модель модифікованого полінома Жегалкіна:
F(xi)= ({\displaystyle {x_{1}}} + {\displaystyle {x_{1}}} * {\displaystyle {x_{2}}} + {\displaystyle {x_{1}}} * {\displaystyle {x_{2}^{2}}} — {\displaystyle {x_{2}}} * {\displaystyle {x_{3}}} — {\displaystyle {x_{2}^{2}}} * {\displaystyle {x_{3}}})mod.3.
Таблиця 5 реалізує функцію D-тригера. Змінним xi відповідають найменування входів і виходів: x1= Qt; x2= C; x3= D; F(xi)= Qt+1.
Алгоритм функціонування D-тригера описується формулою:
Qt+1 = [Qt * (1 + C + C2) — D * (С + C2)]mod.3